# JJ72
JJ72 war eine irische Popband aus Dublin. International bekannt wurde sie vor allem durch ihr 2000er Album JJ72. Sie löste sich im Sommer 2006 auf, wie sich einer Erklärung der Band vom 22. Juni 2006 entnehmen ließ.

## Bandgeschichte

### Entstehung und erster Plattenvertrag
Die Band wurde um Ostern 1995 von Sänger Mark Greaney und Schlagzeuger Fergal Matthews gegründet, als beide noch das von Jesuiten betriebene Belvedere College in Dublin besuchten. Besonders Greaney, der in seiner Kindheit einige Jahre klassischen Musikunterricht hatte, prägt die Band. Er schreibt viele der Lieder und dominiert in Interviews. Seine androgyne Stimme, bei der viele mit der Band nicht vertraute Zuhörer nicht sagen können, ob es sich um Mann oder Frau handelt, wird zum markanten Markenzeichen. Laut.de beschreibt sie als pendelnd „zwischen einer erotischen Stevie Nicks und einem Whiskey trinkenden Chorknaben.“
Beide suchten länger nach einem Bassisten für die Band und entdeckten schließlich Hilary Woods beim Tanzen in einem Club. Woods hatte zwar bis dahin noch keinerlei Erfahrung am Bass, aber bereits als Ballerina und Theaterschauspielerin ein eindrucksvolles Bühnenauftreten. Die vom Melody Maker später zur Sexiest Woman in Rock gewählte Frau prägt in der Folgezeit entscheidend das öffentliche Bild der Band.
Ihre ersten Auftritte hatte die Band, während die Mitglieder noch auf ihre Leaving Certificates (etwa dem deutschen Abitur vergleichbar) hinarbeiteten und konnte sich bereits damit einiges an Ruf erspielen. Die Band siedelte nach London um, da sie sich dort ein größeres Publikum erhofften als in Irland. Bei den ersten Auftritten in London waren bereits Graham Coxon (Blur), James Dean Bradfield (Manic Street Preachers) und Ian Brodie (Lightning Seeds) im Publikum. JJ72 produzierten ein Demo der späteren Single October Swimmer und konnten sich damit mehrere Angebote von Plattenfirmen erspielen. Schließlich unterschrieben sie bei Lakotta Records einem Label von Sony Music. Mehrere große Managementfirmen begannen sich ebenfalls für sie zu interessieren, und sie unterschrieben schließlich bei derselben Firma, die schon die Manic Street Preachers betreute – nach eigenen Angaben erreichten sie dabei einen Vertrag, der ihnen noch erhebliche künstlerische Freiheiten zugestand.

### Erstes Album und internationaler Erfolg
Das erste Album, JJ72 erschien im Herbst 2000, kurz nachdem sie die Schule beendet hatten. Großes Vorbild der Band ist Joy Division mit Ian Curtis, andere Einflüsse der Popmusik sind Suede, Placebo und die Manic Street Preachers, an deren teilweise abgründigen oder dennoch sehr poppigen Liedern sich JJ72 orientieren. Das Album war einerseits musikalisch relativ einfach, die wechselnde Erfahrung an den Instrumenten durchaus hörbar. Es gewann aber die Presse und die Fans für sich, durch seinen direkten Tonfall, eine Mischung aus Herzblut und leichtem Größenwahn und Songs, die viele Hörer unmittelbar berührten.
Allein in Irland und dem Vereinigten Königreich verkauften sich über 500.000 Exemplare. Die Singles Snow, October Swimmer, Long Way South, Oxygen und Algeria erreichten Chartplatzierungen. Bestplatzierte Single war dabei Snow mit einem Platz in den irischen und britischen Top 30. Der Song October Swimmer erschien zudem auf dem Soundtrack zum Film Wie Feuer und Flamme.
Das Album eröffnete der Band die Möglichkeit zu einer Tour quer durch Europa, Amerika und Japan. Das erste Festival, das sie spielten, war, am Tag von Greaneys 20. Geburtstag, das Glastonbury Festival, bei dem sie an einem eigentlich sehr ungünstigen Nachmittagstermin vor einem überfüllten Zelt auftraten. Die ebenfalls irischen U2 nahmen JJ72 2001 als Support-Band mit auf Tour, JJ72 spielten ebenfalls als Support für die Manic Street Preachers.

### Zweites Album
Im Oktober 2002 erschien I To Sky, das von Flood produziert und von Alan Moulder gemixt wurde. Das Album ist vielfältiger als der Vorgänger, zudem hört man der Band die zunehmende Erfahrung an den Instrumenten und die damit einhergehenden Differenzierungsmöglichkeiten im Sound an. Insgesamt klingt das Album einerseits ruhiger, andererseits aber bombastischer und härter als das Debüt. Besonders in diesem Album spielt religiöse Symbolik eine vergleichsweise große Rolle. Neben zahlreichen Anspielungen in den Texten und auch im Albumtitel selbst, finden sich auch auf dem Albumcover frühchristliche Symbole neben jedem Songtitel. Greaney sagt darüber in mehreren Interviews, dass sie selbst nicht religiös im klassischen Sinn seien. Ihnen ginge es vor allem um ein gewisses Gefühl, das durch religiöse Rituale und Symbolik erreicht werden könne, und das dem sehr ähnlich sei, das auch Musik erreichen solle.
Die Presse nahm I To Sky wesentlich verhaltener auf. Besonders kritisierten sie, dass die Band mit den zunehmenden musikalischen Möglichkeiten auf dem Album den roten Faden verlieren würde, es teilweise beliebig und zerfahren wirkte. Besonders der Song Serpent Sky wurde entweder zum schlechtesten Song des Albums deklariert oder in den höchsten Tönen gelobt. Die Single-Auskopplungen wurden allerdings fast durchgängig für äußerst gelungen erklärt.
Die Singles Formulae und Always and Forever erreichten wieder die Top 40 der irischen und britischen Single-Charts.
I To Sky verkaufte sich klar schlechter als sein Vorgänger. Es erreichte die Top 5 der irischen und die Top 10 der britischen Album-Charts.

### Neue Bassistin steigt ein
Ein halbes Jahr nach der Veröffentlichung verließ Hilary Woods aus „persönlichen Gründen“ im März 2003 die Band, woraufhin die anderen beiden Sarah Fox als neue Bassistin einstellten.
Anschließend arbeiteten JJ72 an ihrem dritten Album, das 2005 erscheinen sollte, tatsächlich jedoch nie erschien. Im Juni 2005 kam ihre neue Single She’s gone heraus, die allerdings nur auf Vinyl veröffentlicht wurde (mit der B-Seite Heat) und die man nur in ausgesuchten Indie-Läden in England kaufen konnte.
Die Bedeutung des Bandnamens ist angeblich nur dem Sänger und Gründer Mark Greaney bekannt, allerdings wird in Fan-Kreisen spekuliert, was er bedeuten könnte. Die Mutmaßungen reichen dabei von Janis Joplins Gewicht in ihren tiefsten Zeiten (in englischen Pfund), über eine Anspielung auf ihre alte Schule, Belvedere College. (James Joyce ging dort zur Schule und zur Zeit der Bandgründung hatten sie den Leinster Senior Cup das letzte Mal 1972 gewonnen), bis hin zur Zahl der Jam Jars, die sich in Greaneys Klassenzimmer befand.

### Das Ende
Nach elf Jahren trennt sich die Band am 22. Juni im Sommer 2006:
"JJ72 was born during an Easter many seasons ago; today it dies on the cusp of midsummer eleven years later.
"Mark Greaney, Fergal Matthews & Sarah Fox wish to express their deepest and darkest gratitude to all of those with impeccable taste who helped and supported the band.
"We remember everything, from mechanical birds in Japan to angels in arid Arizona, from broken bones and Berlin birthdays to predatory Portsmouth spiders. For those who disliked and perhaps despised (gasp) JJ72, thank you - how did beautiful photographs exist without a negative?! We crafted two monuments of magnificence for the future aural pleasure and pain of all would be JJ believers and doubters....and for those who care not for the passing of the petulant yet powerful pup....shame on you! Thank you to Hilary Woods for being a dazzling damsel and thank you to all who played music in/with the band. You know who you are. "
Mark Greaney hat mittlerweile (2007) mit der Band "Concerto For Constantine" ein neues Projekt am Start; was Fergal Matthews und Sarah Fox in Zukunft machen werden, ist zum jetzigen Zeitpunkt noch unklar.

## Diskografie

### Alben
| Jahr | Titel    | Höchstplatzierung, Gesamtwochen, AuszeichnungChartplatzierungen (Jahr, Titel, Platzierungen, Wochen, Auszeichnungen, Anmerkungen) | Höchstplatzierung, Gesamtwochen, AuszeichnungChartplatzierungen (Jahr, Titel, Platzierungen, Wochen, Auszeichnungen, Anmerkungen) | Höchstplatzierung, Gesamtwochen, AuszeichnungChartplatzierungen (Jahr, Titel, Platzierungen, Wochen, Auszeichnungen, Anmerkungen) | Anmerkungen |
| Jahr | Titel    | DE | UK | IE | Anmerkungen |
| ---- | -------- | --- | --- | --- | ----------- |
| 2000 | JJ72     | DE99 (1 Wo.)DE | UK16 Gold · (29 Wo.)UK | IE7 (35 Wo.)IE |             |
| 2002 | I To Sky | — | UK20 (2 Wo.)UK | IE10 (4 Wo.)IE |             |

### Singles
| Jahr | Titel Album                 | Höchstplatzierung, Gesamtwochen, AuszeichnungChartplatzierungen (Jahr, Titel, Album, Platzierungen, Wochen, Auszeichnungen, Anmerkungen) | Höchstplatzierung, Gesamtwochen, AuszeichnungChartplatzierungen (Jahr, Titel, Album, Platzierungen, Wochen, Auszeichnungen, Anmerkungen) | Anmerkungen                   |
| Jahr | Titel Album                 | UK | IE | Anmerkungen                   |
| ---- | --------------------------- | --- | --- | ----------------------------- |
| 2000 | Snow JJ72                   | UK21 (4 Wo.)UK | IE33 (3 Wo.)IE | Charteinstieg in IE erst 2001 |
| 2000 | Long Way South JJ72         | UK68 (1 Wo.)UK | — |                               |
| 2000 | Oxygen JJ72                 | UK23 (3 Wo.)UK | IE42 (1 Wo.)IE |                               |
| 2000 | October Swimmer JJ72        | UK29 (3 Wo.)UK | IE50 (1 Wo.)IE |                               |
| 2002 | Formulae I To Sky           | UK28 (2 Wo.)UK | IE24 (2 Wo.)IE |                               |
| 2003 | Always And Forever I To Sky | UK43 (2 Wo.)UK | — |                               |
| 2005 | Coming Home                 | UK52 (1 Wo.)UK | IE38 (1 Wo.)IE |                               |

Weitere Singles
- 1999: Pillows (Oxygen)
- 2001: Snow
- 2005: She’s Gone